# Bretleben
Bretleben is een plaats en voormalige gemeente in de Duitse deelstaat Thüringen, en maakt deel uit van de Kyffhäuserkreis.
Bretleben telt  inwoners.
De gemeente maakte deel uit van Verwaltungsgemeinschaft An der Schmücke tot deze op 1 januari 2019 werd opgeheven. Bretleben werd daarop opgenomen in de op die dag gevormde gemeente An der Schmücke.
Braunsroda · Bretleben · Gorsleben · Hauteroda · Heldrungen · Hemleben · Lundershausen · Oldisleben · Sachsenburg